# ساراونا
ساراونا (به اسپانیایی: Saravena) یک سکونتگاه مسکونی در کلمبیا است که در بخش آرائوکا واقع شده‌است.